# Tarzan no Centro da Terra
Tarzan no Centro da Terra (Tarzan at the Earth's Core no original em inglês) é um romance de autoria do escritor norte-americano Edgar Rice Burroughs. Publicado em 1930, é o décimo-terceiro de uma série de vinte e quatro livros sobre o personagem Tarzan. Nele, o herói vai a Pellucidar, um mundo existente dentro da própria Terra e que é acessado por uma abertura no Polo Norte.

## Resumo
Jason Gridley, um inventor de Tarzana, Califórnia, vai à África pedir ajuda a Tarzan em uma missão de resgate. Sucede que David Innes, imperador de Pellucidar, um mundo situado no interior do planeta Terra, foi feito prisioneiro pelos korsars, piratas com alto poder tecnológico.
Daí, o homem-macaco organiza uma expedição composta por aventureiros fortemente armados, inclusive dez guerreiros Waziri. Todos voam para o Polo Norte a bordo de um zepelim e entram no reino de Pellucidar.
Enquanto esquadrinha quilômetros e mais quilômetros de uma floresta virgem, Tarzan acaba capturado pelos sagoths, um elo perdido entre macacos e homens. Quando consegue se libertar, descobre que está perdido em um mundo sem corpos celestes para orientar-se.
Jason Gridley sai à sua procura, mas perde-se também. Suas passadas a esmo o levam a resgatar Jana, a Flor Vermelha de Zoram, uma bela mulher das cavernas. Jana fica pouco impressionada com Jason, principalmente devido a sua pouca destreza para caçar e sua falta de familiaridade com trabalhos manuais, essenciais para sobreviver na selva.
Tarzan e Gridley têm de enfrentar criaturas mortais, como ursos, pterodáctilos e os horibs, uma raça de homens-répteis canibais, antes de voltar a se reunir com a expedição e continuar a busca por David Innes.

## História editorial
O romance foi escrito de 6 de dezembro de 1928 a 7 de fevereiro de 1929, com o título de Tarzan and Pellucidar.
Apareceu primeiramente em sete edições da revista pulp Blue Book Magazine, de setembro de 1929 a março de 1930, já com o título definitivo. Frank Hoban encarregou-se das ilustrações de todas as capas e mais cinquenta e três internas.
Em 28 de novembro de 1930, foi publicada a primeira edição em livro de capa dura, pela editora Metropolitan. J. Allen St. John foi o responsável pela ilustração da sobrecapa, que começava na frente e se prolongava até a parte traseira. O desenho mostrava o herói em luta contra um bando de sagoths. O livro continha um prefácio do próprio Burroughs, que não foi impresso na edição em revista.
A narrativa foi publicada no Brasil em 1936, pela Companhia Editora Nacional, com tradução de Monteiro Lobato, numa tiragem de 14.000 exemplares. Três outras reimpressões se seguiram, entre 1946 e 1956, com tiragens de dez mil unidades cada uma. O livro é o número 51 da festejada coleção Terramarear.
Em 1971, a Editora Record lançou sua edição, traduzida por Lilá Sant'anna, com desenho de capa de autoria de Burne Hogarth.
Em Portugal, o livro saiu pela Portugal Press, de Lisboa, que chegou a publicar todas as aventuras do rei dos macacos, seis delas inéditas no Brasil.

## Adaptações

### Quadrinhos
A primeira quadrinização foi na forma de tiras diárias, que foram publicadas pelos jornais entre 1 de junho e 19 de setembro de 1931. As ilustrações são de Rex Maxon e o roteiro, de R. W. Palmer.
A primeira versão para revista em quadrinhos foi lançada pela Gold Key e saiu nas edições 179 a 181 de "Tarzan of the Apes", de setembro a dezembro de 1968. As ilustrações são de Doug Wildey e o roteiro, de Gaylord Du Bois.
Essa adaptação foi publicada no Brasil pela EBAL em fins da década de 1960, na coleção Lança de Prata, e suas duas primeiras partes reeditadas em 1986.
Em 1996, a Dark Horse Comics publicou um crossover de Tarzan com o Predador em Pellucidar, escrito por  Walter Simonson e ilustrado por Lee Weeks.
Em 2021, a editora francesa Éditions Soleil publicou com o título Tarzan au centre de la terre; com roteiro de Christophe Bec, desenhos Stefano Raffaele e Roberto Pascual De La Torre e cores Dave Stewart.

### Televisão
- Tarzan visita Pellucidar no décimo-segundo episódio da série de animação produzida pela Filmation, Tarzan, Lord of The Jungle,  intitulado Tarzan at the Earth's Core;
- Em The Legend of Tarzan, da Disney, Tarzan visita a terra perdida no episódio The Hidden World e encontra um velociraptor oriundo de lá em The Beast From Below
- Pellucidar também está presente nos dois primeiros episódios da telessérie Tarzan: The Epic Adventures (1996-1997), intitulados Tarzan's Return Part 1 e Part 2 e no décimo sétimo, intitulado Tarzan and the Mahars.[6]